# Minecraft (書籍)
『Minecraft: The Unlikely Tale of Markus "Notch" Persson and the Game That Changed Everything』は、ダニエル・ゴールドバーグとリヌス・ラーソンが執筆、ジェニファー・ホーキンスが翻訳した、『Minecraft』の制作者マルクス・ペルソン（Notch）の伝記本。
ペルソンが『Minecraft』で世界的成功を収めるまでの生涯を中心に、『Minecraft』の急発展や彼の出身国であるスウェーデンのゲーム業界を記した著書となっている。『Dungeon Keeper』、『Dwarf Fortress』、『Infiniminer』などのゲームからインスピレーションを受けて『Minecraft』の企画に至った経緯や、オープンベータで他のプレイヤーの意見を取り入れる開発手法などについても記されている。

## 出版
初版は2012年にスウェーデンのNorstedts förlagによって『Minecraft: block, pixlar och att göra sig en hacka』(ISBN 9789113049250) という題名で出版された。
英語版は2013年にSeven Stories Pressから出版され、英語で『Minecraft』を題材とした初の書籍であると宣伝した。

## 書評
TechCrunchのジョン・ビッグスは、劣悪な家庭環境の中で少年時代を過ごしたゲーム開発者から成功者になったペルソンの生涯を「人間味のある物語」と評した 。Publishers WeeklyやLibrary Journalのポール・ステニスもペルソンのサクセスストーリーを好評した。
一方でDWashington Independent Review of Booksのニック・コラコウスキーは、存命人物を題材とした伝記についてその人物への忖度をするが故に著者の探究を躊躇させることを念頭にマルクスの人物像に対する深掘りが足りていないと批評した。